# 磷灰石

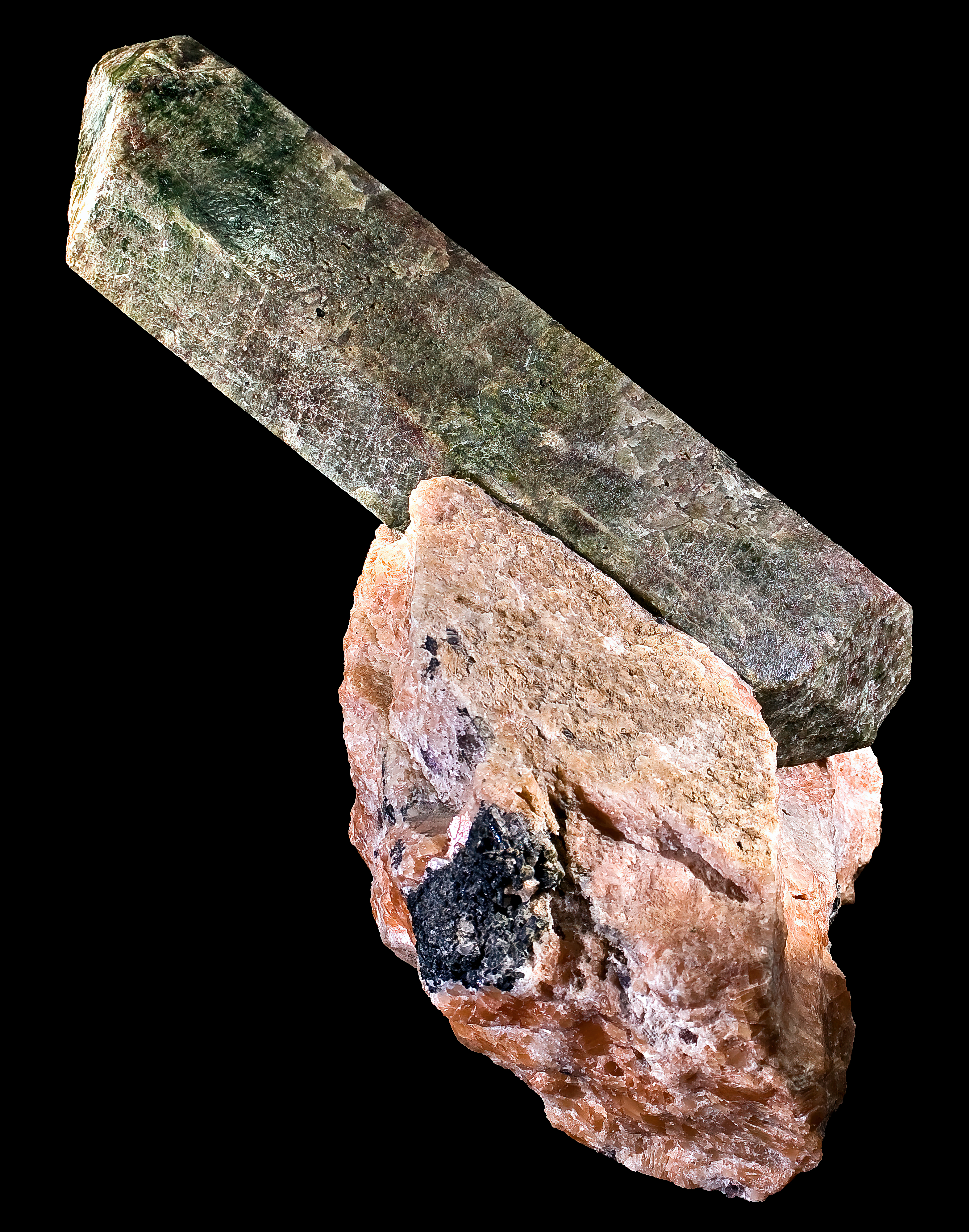

磷灰石是一类含钙的磷酸盐矿物总称，其化学成分为Ca5(PO4)3(F,Cl,OH)，其中含CaO为55.38%，含P2O5为42.06%，含F为1.25%，含Cl为2.33%，含H2O为0.56%。最常见的磷灰石矿物种是氟磷灰石Ca5(PO4)3F，其次是氯磷灰石Ca5(PO4)3Cl、羟磷灰石Ca5(PO4)3(OH)、氧硅磷灰石Ca5[(Si,P,S)O4]3(O,OH,F)和锶磷灰石Sr5(PO4)3F等。
磷灰石有三种生成方式，分别生成于火成岩、沉积岩和变质岩中，生成于火成岩中的为内生磷灰石，一般作为副产物在基性或碱性岩石中富集；在沉积岩中为外生磷灰石，是由生物沉积或生物化学沉积形成的，一般为结核状；在变质岩中生成的是经区域变质生成的。
磷灰石为六方晶系，晶体呈六方柱状，集合体有块状、粒状、结核状等多种，颜色多样，有灰色、黄色、褐色、绿色、藍色等，有玻璃光泽，硬度为5，比重为2.9-3.2，断口有贝壳状，有油脂光泽，有许多种磷灰石具有荧光。通常多种磷灰石含有杂质，如氟、碳、氯、铀、锰和其他稀有元素等。
磷灰石是提取磷和制造农用磷肥的重要原料，颜色好结晶好的磷灰石可作为宝石或装饰材料。伴生元素多的磷灰石可以综合利用。